# Резной переулок
Резно́й переулок — переулок в Петроградском районе Санкт-Петербурга. Проходит от Большой Зелениной до Резной улицы.

## История
На плане 1829 года обозначен как Речной переулок, возможно, назван по реке Малой Невке, вдоль которой проходит переулок.
Современное название известно с 1849 года в форме Резной переулок № 2, название возникло в результате искажения фамилии домовладельца фон Ризена. После переименования Резного переулка № 1 в Резную улицу, принял форму Резной переулок.